# Mühlenbach (Eggel)
Der Mühlenbach ist ein 9,1 km langer und zugleich der größte linke bzw. östliche Zufluss der Eggel in Nordrhein-Westfalen, Deutschland. 

## Geographie
Der Mühlenbach entspringt im östlichen Teil Westfalens im Kreis Höxter als Maschbach. Die Quelle befindet sich im Ostteil der Warburger Börde nördlich der zu Borgentreich gehörenden Ortschaft Bühne auf einer Höhe von (288 m ü. NN). Von hier aus fließt der Bach zunächst in südwestliche Richtungen in Richtung Borgentreich. In der Nähe der Oberen Mühle mündet linksseitig der von Osten kommende Mühlenbach. 
Nach der Unterquerung der B 241 erreicht der Bach den südlichen Ortsrand der Stadt Borgentreich, der einzigen Ortschaft am Bach. Vor der Mittelmühle wird der Maschbach geteilt. Ein Teil des Wassers wird in den Mühlenbach genannten Wasserlauf zur Mittelmühle abgeführt. Der normale Bachverlauf wird weiterhin Maschbach genannt. Etwa 300 m unterhalb der Mühle vereinigen sich beide Wasserläufe wieder. Ab hier wird der Bach dann Mühlenbach genannt. Nachdem die Heidemühle passiert wurde wendet sich der Bach in einem weiten Bogen nach Süden und mündet wenig später auf (177 m ü. NN) linksseitig in die Eggel. Die Mündung des Mühlenbachs liegt zwischen den an der Eggel gelegenen Orten Aldorpsen und Lütgeneder. 
Auf seinem 9,1 km langen Weg überwindet der Bach einen Höhenunterschied von 111 m, was einem mittleren Sohlgefälle von 12,2 ‰ entspricht. Das 19,444 km² große Einzugsgebiet wird über Eggel, Diemel und Weser zur Nordsee entwässert.